# TVP3
TVP3 è una rete televisiva mainstream polacca gestita e di proprietà di TVP. Similmente a France 3 e Rai 3, ha degli spazi dedicati ai voivodato (l'equivalente delle regioni).

## Reti regionali
1. TVP3 Białystok
2. TVP3 Bydgoszcz
3. TVP3 Danzica
4. TVP3 Katowice
5. TVP3 Cracovia
6. TVP3 Lublino
7. TVP3 Łódź
8. TVP3 Poznań
9. TVP3 Resovia
10. TVP3 Stettino
11. TVP3 Varsavia
12. TVP3 Breslavia
13. TVP3 Olsztyn
14. TVP3 Opole
15. TVP3 Kielce
16. TVP3 Gorzów Wielkopolski